# Pyrgota valida
Pyrgota valida är en tvåvingeart som först beskrevs av Harris 1841.  Pyrgota valida ingår i släktet Pyrgota och familjen Pyrgotidae. Inga underarter finns listade i Catalogue of Life.